# Graethem
Graethem was een voorstadje van Borgloon buiten de omwalling, onmiddellijk ten westen van de hiernaar genoemde Graethempoort.
Te Graethem werd een hospitaal ingericht door de Johannieterorde, en later kwam er ook een begijnhof, waarvan de hospitaal- en begijnhofkapel nog een overblijfsel is. Het hospitaal, dat geleidelijk werd omgezet in een bejaardentehuis, kreeg in 1912 ook een neogotische kapel, die naast de oorspronkelijke is gebouwd.
In Graethem bevond zich ook een schepenbank die recht sprak over het buitengebied van Borgloon.
Tegenwoordig leidt in Borgloon de Graethemstraat naar de voormalige Graethempoort. In Graethem zelf heeft het verlengde van de Graethemstraat tegenwoordig: Graethempoort.